# Keihanshin

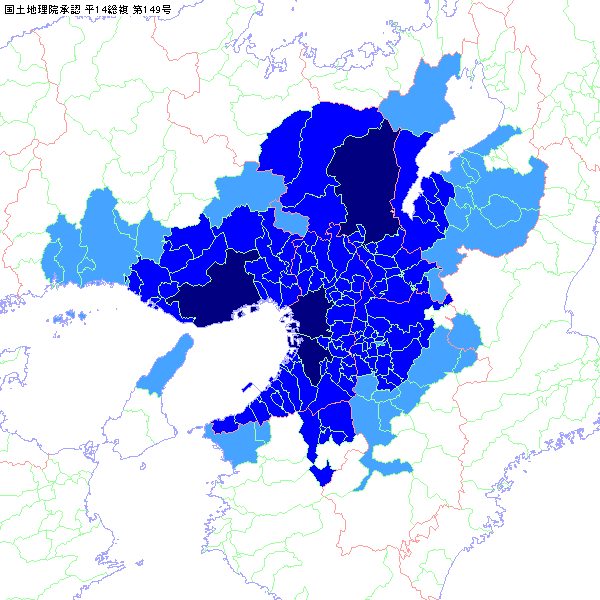
Una mappa che mostra l'estensione del Keihanshin

Il Keihanshin (京阪神? Kyoto-Osaka-Kobe) è una grande area metropolitana giapponese gravitante sulla città di Osaka e le prefetture vicine. Oltre ad essa, rivestono grande importanza anche le città di Kōbe nella prefettura di Hyōgo e Kyoto nella prefettura omonima. L'intera regione aveva una popolazione di 18 643 915 abitanti nel 2000. È la seconda area metropolitana del Giappone, dopo la Grande Area di Tōkyō, e contiene il 15% della popolazione del Giappone.
Il PIL di quest'area è pari a 341 miliardi di dollari, rendendola una delle più produttive al mondo, e alla pari con Parigi e Londra. Da un'indagine di Mastercard Worldwide risulta che Osaka è al 19º posto nella classifica mondiale fra le città leader nel mondo, e ha un ruolo centrale nel dirigere l'economia globale.
Il nome Keihanshin è costruito utilizzando i kanji rappresentativi delle città di Kyoto (京都), Osaka (大阪) e Kobe (神戸) nella loro lettura On. Nel caso di Kyoto si utilizza la lettura "kei" anziché "kyō".

## Definizioni

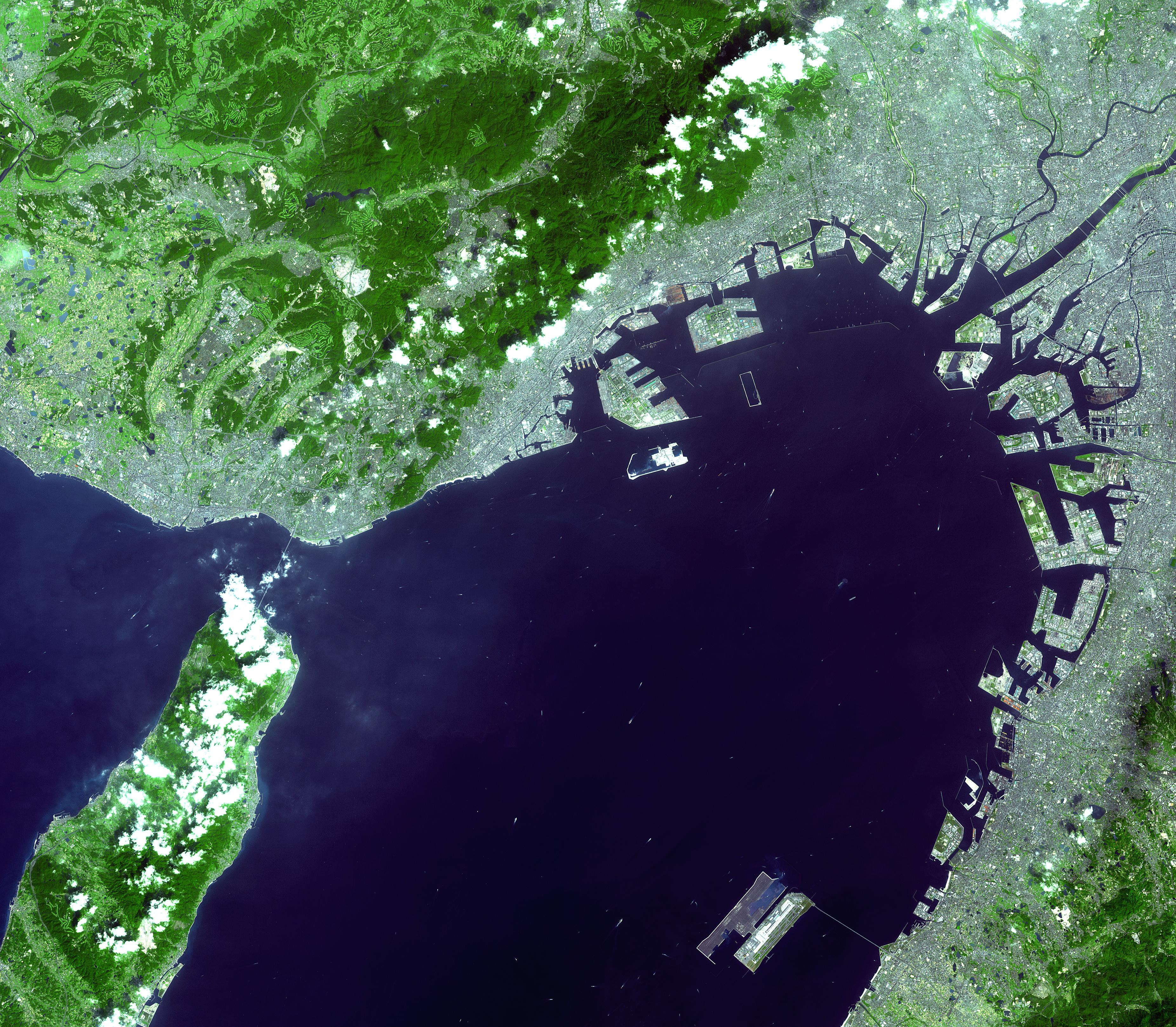
Baia di Osaka

### Distanze
L'Ufficio delle Statistiche del Giappone definisce come misura di un'area metropolitana i comuni presenti entro 50 km dal municipio di Osaka. Nell'anno 2000 la popolazione di questa area era di 16.566.704 persone.

### Area di impiego urbano
L'"area di impiego urbano" è una definizione creata dalla facoltà di Economia dell'Università di Tokyo. Questa definizione è simile a quella della Metropolitan Statistical Area, concetto usato negli Stati Uniti per delineare le aree metropolitane.
Il cuore di questo sistema sono i comuni che contengono distretti ad alta densità abitativa (DID) con una popolazione superiore a 10.000 abitanti. L'area di impiego urbano sussiste in centri con popolazione superiore a 50.000 persone.
Queste definizioni sono valide per le seguenti città della regione Keihanshin: Osaka, Kobe, Kyoto, Himeji, e Wakayama. La lista sottostante mostra le città che appartengono alle diverse aree metropolitane.

#### Area di impiego urbano di Osaka
Nel 2000 la popolazione dell'area era di 12.116.540 abitanti e si compone delle seguenti città:
- Città nucleo: Osaka, Higashiōsaka, Kadoma, Moriguchi
- Città circostanti:
  - Prefettura di Osaka (tutta la prefettura)
  - Prefettura di Hyōgo (area sudest): Amagasaki, Nishinomiya, Ashiya, Itami, Takarazuka, Kawanishi, Sanda
  - Prefettura di Nara (area nord): Nara, Tenri, Yamatotakada, Yamatokōriyama, Kashihara, Sakurai, Gose, Ikoma, Kashiba, Katsuragi
  - Altre città: Nabari, Yawata, Hashimoto

#### Area di impiego urbano di Kyoto
Nel 2000 la popolazione dell'area era di 2.583.304 persone e consiste delle seguenti città:
- Città nucleo: Kyoto
- Città circostanti
  - Prefettura di Kyoto: Uji, Kameoka, Jōyō, Mukō, Nagaokakyō, Kyōtanabe
  - Prefettura di Shiga (area sudovest): Ōtsu, Kusatsu

#### Area di impiego urbano di Kobe
Nel 2000 la popolazione dell'area era di 2.296.268 persone e consiste delle seguenti città:
- Città nucleo: Kōbe
- Città circostanti
  - Prefettura di Hyōgo (area sud): Akashi, Kakogawa, Takasago, Miki, and Awaji

#### Area di impiego urbano di Himeji
Nel 2000 la popolazione dell'area era di 741.759 persone e consiste delle seguenti città:
- Città circostanti: Himeji
- Città circostanti
  - Prefettura di Hyōgo (parte sudovest): Aioi, Tatsuno

#### Area di impiego urbano di Wakayama

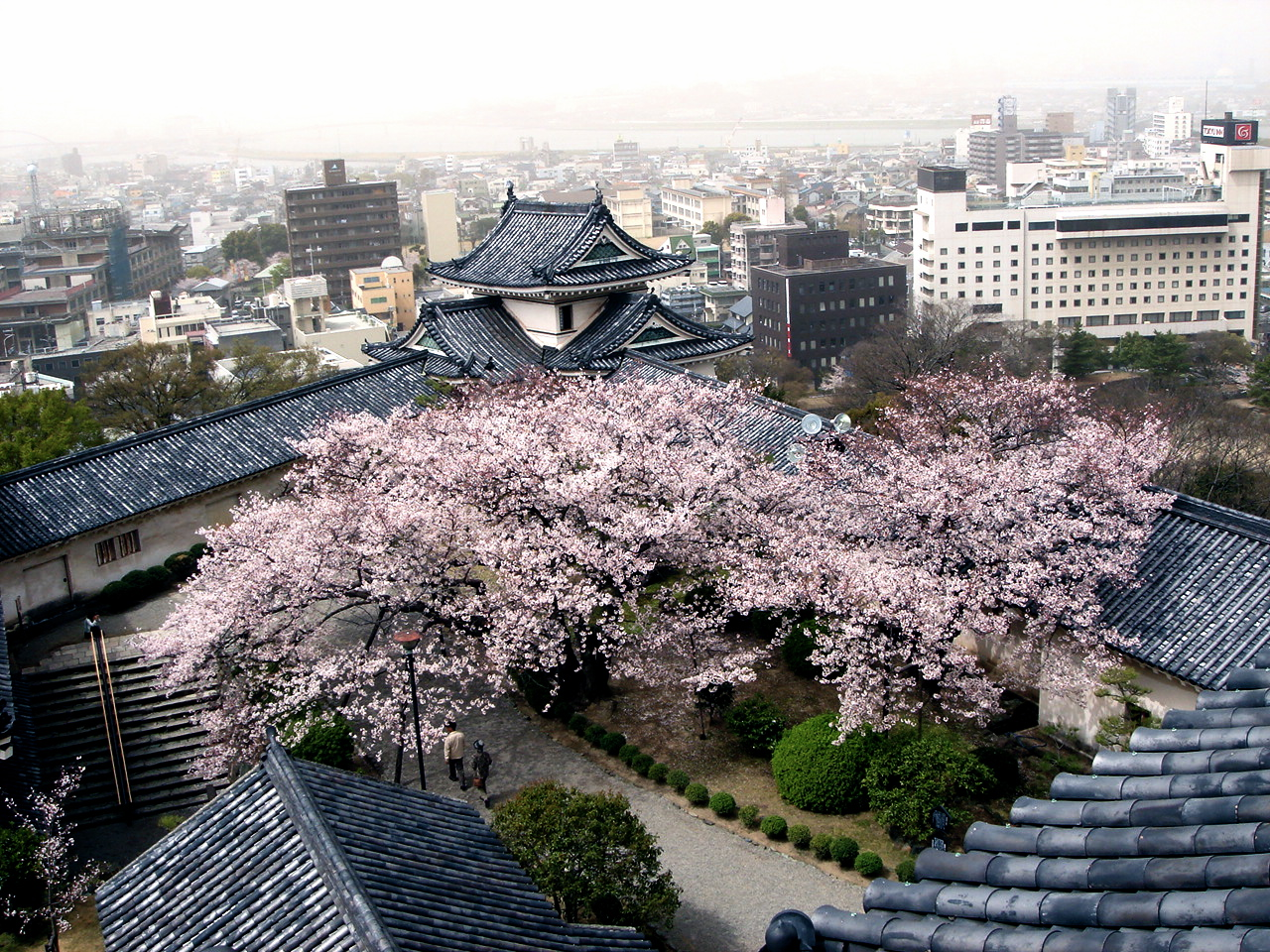
Wakayama

Nel 2000 la popolazione dell'area era di 573.308 persone e consiste delle seguenti città:
- Città circostanti: Wakayama
- Città circostanti
  - Prefettura di Wakayama (parte nordovest): Kainan

#### Città nucleo

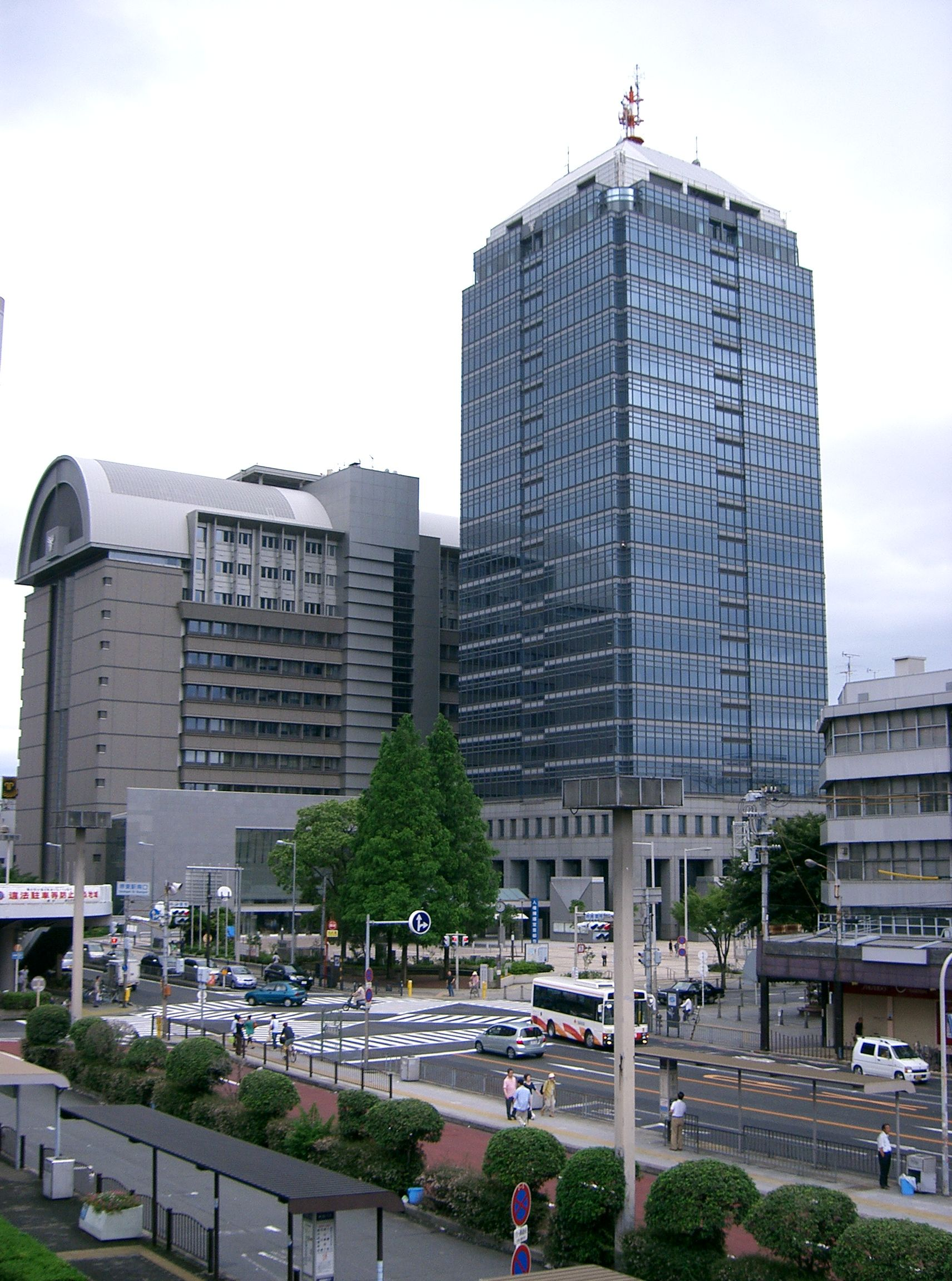
Sakai

L'ufficio giapponese delle statistiche definisce come area metropolitana principale (大都市圏) un insieme di municipalità dove almeno l'1,5% dei residenti oltre i 15 anni si sposta per raggiungere il luogo di studio o di lavoro in una città designata (indicata come area nucleo). Se più città nucleo si trovano abbastanza vicine tali da avere flussi pendolari sovrapposti, sono combinate in un'area multicore. Nel censimento dell'anno 2000 queste città erano Osaka, Kobe e Kyoto. Sakai si è poi aggiunta all'elenco,
Questa regione consiste quindi nella combinazione delle aree metropolitane di Osaka, Kobe, Kyoto e Himeji, e include anche diverse aree periurbane (specialmente nella parte meridionale della prefettura di Shiga) che non fanno formalmente parte dell'area metropolitana. Nel 2000 la popolazione del Keihanshin era di 18.643.915 su un'area di 11,169 km².

## Città

### Città nucleo
Le città nucleo che formano il Keihanshin sono designate dal governo. Queste città indicavano le tre città più grandi come città speciali assieme a Tokyo nel 1889. Nel 1922 Kobe divenne la sesta città del giappone, e adottò il sistema a quartieri nel 1931. Dopo la seconda guerra mondiale, nel 1956 nacque il sistema delle città designate dal governo tuttora in corso.
Le città nucleo del Keihanshin sono:
- Osaka (popolazione di 2,65 milioni di abitanti)
- Kōbe (popolazione di 1,53 milioni di abitanti)
- Kyoto (popolazione di 1,46 milioni di abitanti)
- Sakai (popolazione di 830.000 abitanti)

### Città non nucleo

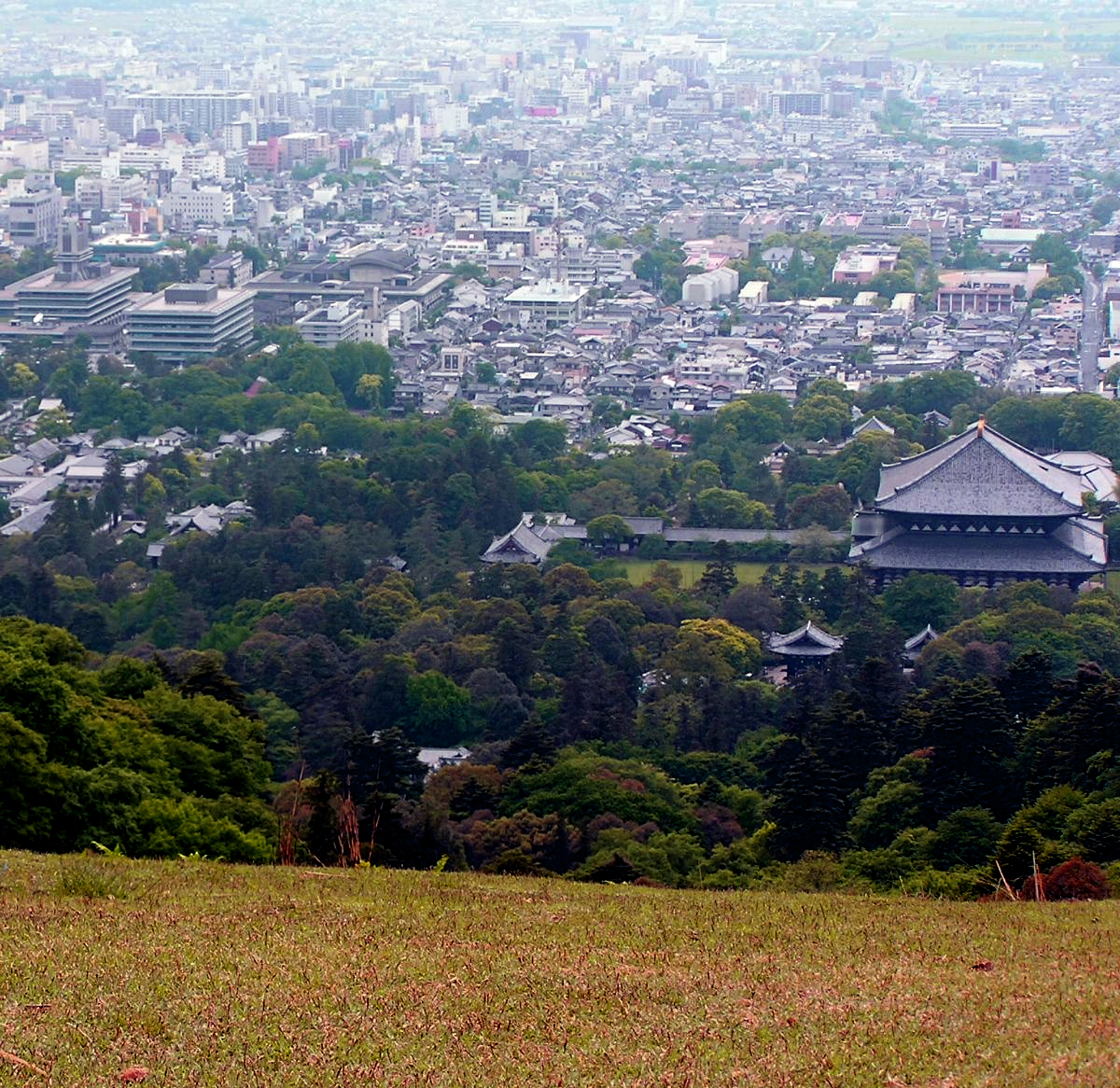
Nara

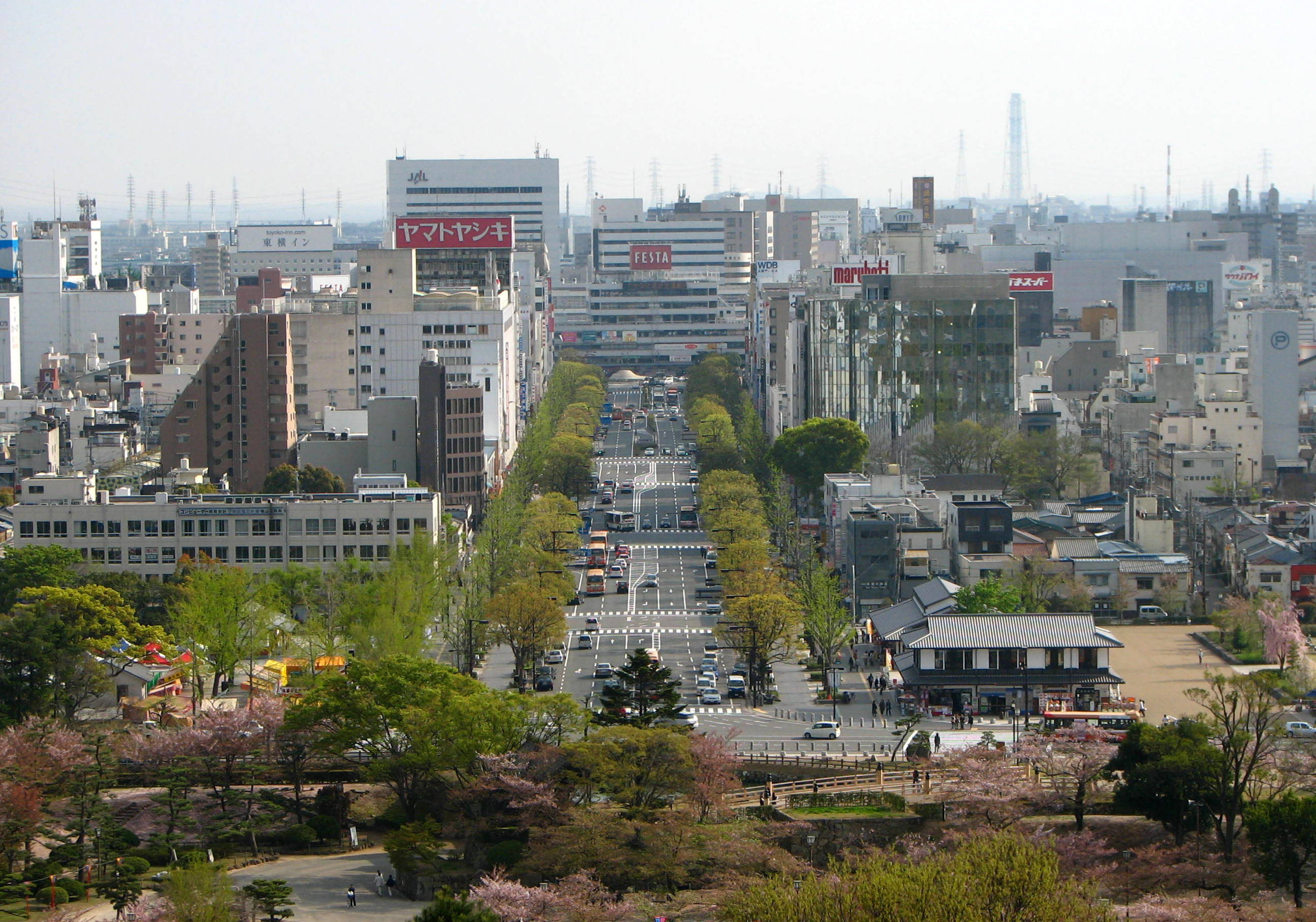
Himeji

Le città non nucleo sono:
- Aioi
- Akashi
- Amagasaki (pop 460,000)
- Ashiya
- Awaji
- Daitō
- Fujiidera
- Gojō
- Gose
- Habikino
- Hannan
- Higashiōsaka (pop 510,000)
- Himeji (pop 540,000)
- Hirakata (pop 410,000)
- Ibaraki
- Ikeda
- Ikoma
- Itami
- Izumi
- Izumiōtsu
- Izumisano
- Jōyō
- Kadoma
- Kaizuka
- Kakogawa
- Kameoka
- Kasai
- Kashiba
- Kashihara
- Kashiwara
- Katano
- Katō
- Katsuragi
- Kawachinagano
- Kawanishi
- Kishiwada
- Kizugawa
- Kyōtanabe
- Matsubara
- Miki
- Minō
- Moriguchi
- Mukō
- Nagaokakyō
- Nantan
- Nara (pop 370,000)
- Neyagawa
- Nishinomiya (pop 480,000)
- Nishiwaki
- Ono
- Ōsakasayama
- Sakurai
- Sanda
- Sasayama
- Sennan
- Settsu
- Shijōnawate
- Suita (pop 360,000)
- Takaishi
- Takarazuka
- Takasago
- Takatsuki (pop 350,000)
- Tatsuno
- Tenri
- Tondabayashi
- Toyonaka (pop 390,000)
- Uda
- Uji
- Yamatokōriyama
- Yamatotakada
- Yao
- Yawata